# Parque nacional de Saddle Peak
El parque nacional de Saddle Peak es un parque nacional indio que se encuentra en la Isla Andamán del Norte, perteneciente a las islas de Andamán. Se extiende por una superficie de 85 km².
Se estableció en 1979. Toma su nombre del pico Saddle, que con 732 m s. n. m. es el punto más alto del archipiélago. 

## Clima
El clima aquí es típicamente oceánico. La temperatura varía de 20 a 30 °C De junio a octubre es la temporada lluviosa.

## Flora
El parque nacional de Saddle está rodeado por una vegetación tropical húmeda así como bosque siempreverde caducifolio. Las especies Scolopia pusilla y Cleistanthus robustus que se pueden encontrar en estas islas, no crecen en la India continental.

## Fauna

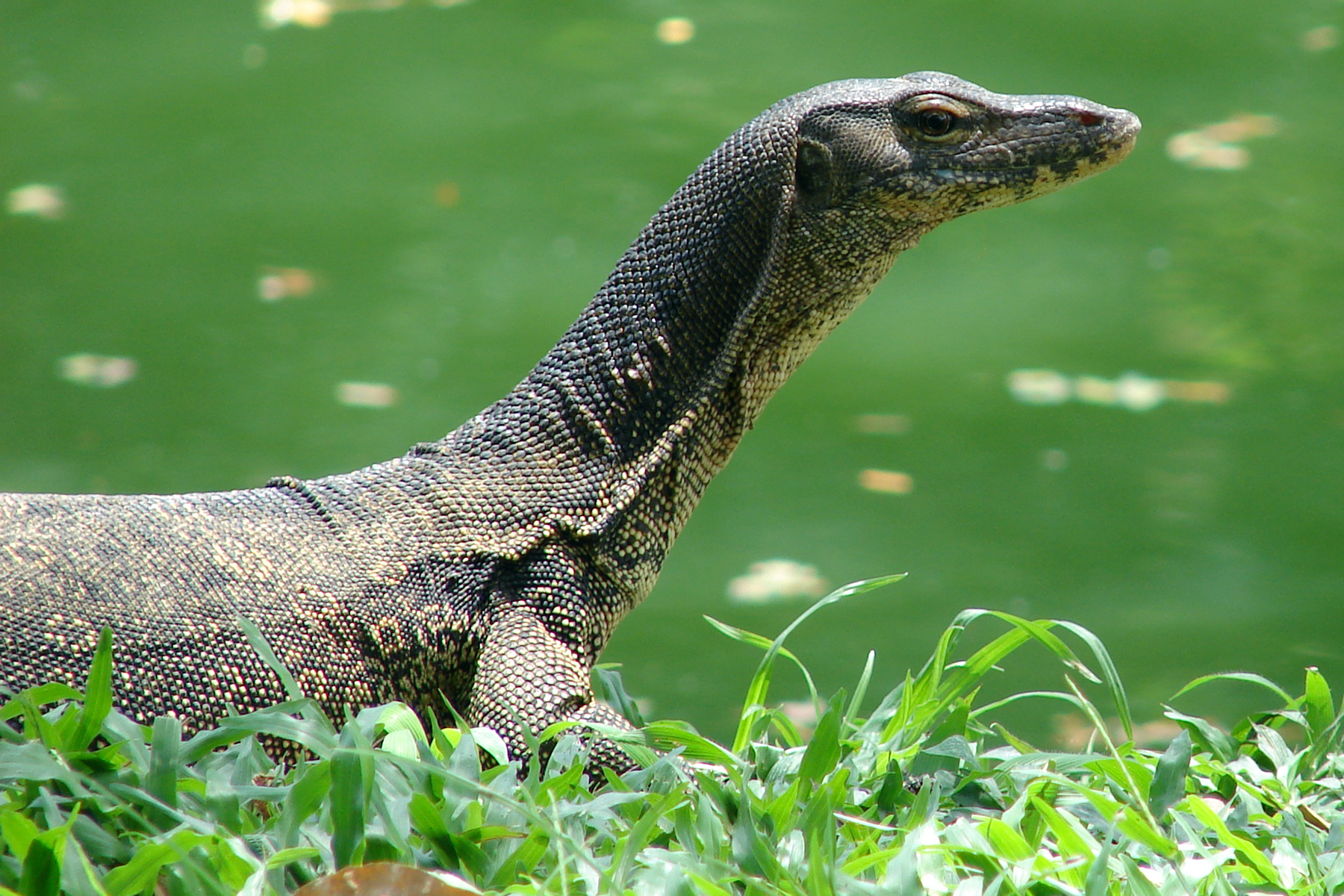
Varanus salvator.

Aquí se encuentran, entre otros animales, delfines, ballenas, varanos acuáticos y cocodrilos de agua salada. Hay una subespecie de jabalí endémico, el Sus scrofa andamanensis. Y, entre las aves, una variedad del miná religioso, llamada Gracula religiosa andamanensis y otra de dúcula dorsicastaña.